# Мергіно
Мергіно (рос. Мергино) — присілок у Лодєйнопольському районі Ленінградської області Російської Федерації.
Населення становить 4 особи. Належить до муніципального утворення Альоховщинське сільське поселення.

## Історія
Згідно із законом від 20 вересня 2004 року № 63-оз належить до муніципального утворення Альоховщинське сільське поселення.

## Населення
| 1838 | 1862 | 1885 | 1939 | 1958 | 1997 | 2007 |
| ---- | ---- | ---- | ---- | ---- | ---- | ---- |
| 56   | ↗75  | ↘69  | ↗180 | ↘116 | ↘8   | ↘7   |
| 2010 | 2014 | 2015 | 2016 |      |      |      |
| ↘5   | ↘4   | →4   | →4   |      |      |      |